# Deutsches Mobilitätspanel
Das Deutsche Mobilitätspanel (MOP) ist eine längsschnittorientierte Erhebung zum Mobilitätsverhalten der deutschen Bevölkerung. Die vom Bundesministerium für Verkehr und digitale Infrastruktur in Auftrag gegebene und finanzierte Erhebung untersucht seit 1994 kontinuierlich Mobilität von Privathaushalten in Deutschland. Im Mittelpunkt dieser Studie stehen die Alltagsmobilität von Personen und Fahrleistung und Kraftstoffverbrauch von Personenkraftwagen (Pkw) in Privathaushalten.

## Hintergrund
Für eine personen- und umweltgerechte Verkehrspolitik sind Informationen darüber erforderlich, welche Mobilitätsbedürfnisse Menschen in ihrem Alltag haben, wie und warum sie die unterschiedlichen Verkehrsmittel nutzen, aber auch welchen Zwängen in Bezug auf Aktivitätenausübung und Mobilität sie in ihrem Alltag ausgesetzt sind. Nur auf der Grundlage solcher Informationen kann die Verkehrsinfrastruktur so gestaltet werden, dass sie den Bedürfnissen der Menschen entspricht – heute und in der Zukunft. 
Das MOP stellt neben anderen Statistiken und Erhebungen eine wesentliche Grundlage für die Weiterentwicklung des Verkehrssystems in Deutschland dar. 
Durch die jährliche Wiederholung stellt das MOP darüber hinaus auch ein Monitoringinstrument für die Verkehrsnachfragentwicklung zur Verfügung. 

## Ablauf der Erhebung
Die Erhebung des MOP besteht aus zwei Teilen. Im ersten Teil wird die Alltagsmobilität von Personen über den Zeitraum von einer Woche erhoben. Im zweiten Teil der Erhebung wird die Nutzung von Pkw (insbesondere die zurückgelegte Fahrleistung und der Kraftstoffverbrauch) untersucht. 
Im ersten Teil der Erhebung (Alltagsmobilität) werden die Mitglieder (ab 10 Jahren) von repräsentativ ausgewählten Haushalten gebeten, über einen Zeitraum von einer Woche ein Wegetagebuch auszufüllen. Erfasst werden dabei alle Wege (Ortsveränderungen) der Personen mit Start- und Endzeiten, Zweck (z. B. Weg zum Einkaufen, zur Arbeit), benutzen Verkehrsmitteln (z. B. Fahrrad, Pkw) und zurückgelegter Entfernung. Zudem werden die Erhebungsteilnehmer gebeten, Informationen zu ihrer Person (z. B. Alter, Berufstätigkeit) und zu ihrem Haushalt (z. B. Pkw-Besitz, Anzahl Personen im Haushalt) anzugeben. Dieser Erhebungsteil findet seit 1994 jedes Jahr im Herbst statt. 
Haushalte, die an der Erhebung zur Alltagsmobilität teilnehmen und einen Pkw besitzen, werden im zweiten Erhebungsteil des MOP gebeten, auch an der Erhebung zu Pkw-Fahrleistung und Pkw-Kraftstoffverbrauch teilzunehmen. Im Rahmen dieses Erhebungsteils füllen die Teilnehmer für alle Pkw in ihrem Haushalt ein Tanktagebuch über einen Zeitraum von acht Wochen aus. Erfasst werden Informationen zu den im Erhebungszeitraum stattfindenden Tankvorgängen, wie Menge und Preis des getankten Kraftstoffs, Datum und Kilometerstand. Zudem werden Kilometerstände und Tankfüllstände der Pkw zu Beginn und Ende des Erhebungszeitraums sowie weitere Pkw-Merkmale (z. B. Baujahr, Hubraum, Marke) erhoben. Dieser Erhebungsteil findet seit 2002 jedes Jahr im Frühjahr statt. 
Die Teilnahme am MOP ist freiwillig.
Die Erhebung des MOP ist als Panelerhebung mit rotierender Stichprobe aufgebaut. Das heißt, Haushalte in der MOP-Stichprobe werden gebeten an drei aufeinander folgenden Jahren an der Erhebung teilzunehmen. Zudem verlässt jedes Jahr ein Teil der Haushalte die Stichprobe und es werden neue Haushalte angeworben. Aufgrund dieses Erhebungsdesigns können die Gründe für ein sich änderndes Mobilitätsverhalten auf individueller Ebene (z. B. durch die Geburt eines Kindes, Wohnort- oder Arbeitsplatzwechsel) untersucht werden. 

## Stichprobe und Daten
Jedes Jahr werden deutschlandweit zwischen 750 und 1.800 Haushalte quer über alle Haushaltstypen zu ihrer Alltagsmobilität befragt. Jährlich nehmen rund 1.600–3.100 Personen am MOP teil und berichten über rund 70.000 Wege. Ein Teil dieser teilnehmenden Haushalte wird auch zur Nutzung und zum Kraftstoffverbrauch ihrer Pkw befragt. Im Rahmen dieser sogenannten „Tankbucherhebung“ werden jährlich Daten zu Fahrleistung und Kraftstoffverbräuchen für rund 1.600 Pkw erhoben.
Die Daten stehen der Öffentlichkeit zur Nutzung zur Verfügung und können über die Clearingstelle für Verkehr am Deutschen Zentrum für Luft- und Raumfahrt (DLR) bestellt werden. 

## Längsschnittstudie
Das Deutsche Mobilitätspanel wird aus drei Gründen als Längsschnittstudie bezeichnet und unterscheidet sich damit von anderen Erhebungen:
- Die jährliche Wiederholung, die eine Beobachtung und Analyse von Zeitreihen ermöglicht.
- Die Betrachtung der Mobilität von Individuen über den Zeitraum einer Woche bzw. der Beobachtung von Fahrzeugen über den Zeitraum von 8 Wochen ermöglicht Einblicke und Analysen in die Regelmäßigkeit oder Unregelmäßigkeit des Mobilitätsverhaltens.
- Der Ansatz als Panel mit der wiederholten Befragung derselben Probanden erlaubt es Veränderungen oder Stabilität im Verhalten zu beobachten und zu analysieren.